# Kwadwo Asamoah
Kwadwo Asamoah (Acra, Ghana, 9 de diciembre de 1988) es un exfutbolista ghanés. Jugaba de centrocampista y su último equipo fue el Cagliari Calcio de Italia.

## Trayectoria
Inició su carrera como futbolista en el Liberty Professionals. Luego fue transferido al Bellinzona donde permaneció durante un año y medio. En 2008 fue cedido en préstamo al Torino F. C. y luego al Udinese Calcio, equipo con el cual debutó como profesional en el año 2009. Por su buena actuación en la temporada 2011-12, fue transferido a la Juventus de Turín, entonces campeón de la Serie A, por la suma de 9 millones de euros.

## Selección nacional
Fue internacional con la selección de fútbol de Ghana en 74 ocasiones y marcó 4 goles. El 12 de mayo de 2014 el entrenador de la selección ghanesa, Akwasi Appiah, lo incluyó en la lista preliminar de 26 jugadores preseleccionados para la Copa Mundial de Fútbol de 2014. Semanas después, el 1 de junio, fue ratificado en la lista final de 23 jugadores.

### Participaciones en Copas del Mundo
| Mundial                        | Sede      | Resultado        |
| ------------------------------ | --------- | ---------------- |
| Copa Mundial de Fútbol de 2010 | Sudáfrica | Cuartos de final |
| Copa Mundial de Fútbol de 2014 | Brasil    | Primera fase     |

### Participaciones en Copas Africana de Naciones
| Copa                           | Sede                      | Resultado        |
| ------------------------------ | ------------------------- | ---------------- |
| Copa Africana de Naciones 2008 | Ghana                     | Tercer lugar     |
| Copa Africana de Naciones 2010 | Angola                    | Subcampeón       |
| Copa Africana de Naciones 2012 | Gabón y Guinea Ecuatorial | Cuarto lugar     |
| Copa Africana de Naciones 2013 | Sudáfrica                 | Cuarto lugar     |
| Copa Africana de Naciones 2019 | Egipto                    | Octavos de final |

## Clubes
| Club                  | País   | Año       |
| --------------------- | ------ | --------- |
| Liberty Professionals | Ghana  | 2005-2007 |
| A. C. Bellinzona      | Suiza  | 2007-2008 |
| Torino F. C.          | Italia | 2008-2009 |
| Udinese Calcio        | Italia | 2009-2012 |
| Juventus F. C.        | Italia | 2012-2018 |
| Inter de Milán        | Italia | 2018-2020 |
| Cagliari Calcio       | Italia | 2021      |

## Palmarés

### Campeonatos nacionales
| Título              | Club           | País   | Año     |
| ------------------- | -------------- | ------ | ------- |
| Supercopa de Italia | Juventus F. C. | Italia | 2012    |
| Serie A             | Juventus F. C. | Italia | 2012-13 |
| Supercopa de Italia | Juventus F. C. | Italia | 2013    |
| Serie A             | Juventus F. C. | Italia | 2013-14 |
| Serie A             | Juventus F. C. | Italia | 2014-15 |
| Copa Italia         | Juventus F. C. | Italia | 2014-15 |
| Supercopa de Italia | Juventus F. C. | Italia | 2015    |
| Serie A             | Juventus F. C. | Italia | 2015-16 |
| Copa Italia         | Juventus F. C. | Italia | 2015-16 |
| Copa Italia         | Juventus F. C. | Italia | 2016-17 |
| Serie A             | Juventus F. C. | Italia | 2016-17 |
| Copa Italia         | Juventus F. C. | Italia | 2017-18 |
| Serie A             | Juventus F. C. | Italia | 2017-18 |

### Distinciones individuales
| Distinción                   | Año         |
| ---------------------------- | ----------- |
| Futbolista Ghanés del Año    | 2012 y 2013 |
| Equipo del Año en la Serie A | 2014        |